# Weilburger Tal-Klingengrund
Weilburger Tal-Klingengrund este o arie protejată (arie specială de conservare — SAC, sit de importanță comunitară — SCI) din Germania întinsă pe o suprafață de 39,65 ha, integral pe uscat.

## Localizare
Centrul sitului Weilburger Tal-Klingengrund este situat la coordonatele 50°05′17″N 8°09′06″E / 50.0881°N 8.1517°E.

## Înființare
Situl Weilburger Tal-Klingengrund a fost declarat sit de importanță comunitară în iunie 2000 pentru a proteja 6 specii de animale. Situl a fost protejat și ca arie specială de conservare în martie 2008.

## Biodiversitate
Situată în ecoregiunea continentală, aria protejată conține 3 habitate naturale: Formațiuni ierboase bogate în specii de Nardus, dezvoltate pe substraturi silicioase în zone montane (și în zone submontane, în Europa continentală), Fânețe de joasă altitudine (Alopecurus pratensis, Sanguisorba officinalis), Păduri aluvionare cu Alnus glutinosa și Fraxinus excelsior (Alno-Padion, Alnion incanae, Salicion albae).
La baza desemnării sitului se află mai multe specii protejate:
- păsări (5): porumbel de scorbură (Columba oenas), ciocănitoarea de stejar (Dendrocopos medius), ciocănitoare neagră (Dryocopus martius), ciocănitoare verzuie (Picus canus), mărăcinar (Saxicola rubetra)
- nevertebrate (1): phengaris nausithous (Maculinea nausithous)

Pe lângă speciile protejate, pe teritoriul sitului au mai fost identificate 6 specii de plante, 1 specie de păsări, 1 specie de amfibieni, 3 specii de nevertebrate.